# Автошлях E119
E119 — автомобільна дорога  європейської маршрутної мережі, що з'єднує Росію, Азербайджан та Іран.

## Маршрут
- Росія
  - Р22 Москва - Тамбов - Волгоград - Астрахань
  - Р215 Астрахань - Кизляр - Махачкала
  - Р217 Махачкала - Магарамкент
- Азербайджан
  -  M1  Сіазань -  Куба - Баку
  -  M2  Баку - Алят
  -  M3  Алят - Ленкорань -  Астара
- Іран
  -   Астара - Тегеран